# 柯琳·艾特伍
歌蓮·艾活（Colleen Atwood，1948年9月25日—），美國女劇裝設計師。
艾活曾12度獲得奧斯卡最佳服裝設計獎提名，並分別於2002年以《芝加哥》、2006年以《藝伎回憶錄》、2011年以《魔境夢遊》、2016年的《神奇动物在哪里》獲得四座奧斯卡獎項，她也获得四次英国电影学院奖。艾活曾多次與導演蒂姆·伯顿、羅伯·馬歇爾與強納森·德米合作。

## 早年生活與教育程度
艾特伍生於華盛頓州雅基馬。1970年代早期，曾就讀過華盛頓西雅圖科尼什藝術學院，後來曾在不同地方當過銷售員，包含西雅圖費德瑞與尼爾森百貨公司中的伊夫·聖洛朗專櫃。

## 職業生涯
1980年，她在就讀纽约大学時搬到紐約市區。她的職業生涯始於1981年的一次偶然中，適逢有人的母親在為電影《Ragtime》製作布景，她因此獲得PA（製作助理，Production Assistant）的工作。她持續從事服裝設計助理的工作，最後在1982年由布區·佩洛執導的電影《花花大丈夫》中得到任用。
1970年代早期，她開始在華盛頓州從事時尚顧問，艾活最終一頭栽進了舞台劇、電影服裝設計的世界，初期代表作是史汀《Bring on the Night》世界巡迴演唱會，並因此製作成同名紀錄片。 她生涯的轉捩點出現在1990年時《跳火山的人》的工作，她遇見了名導蒂姆·伯顿，並在接下來20年內為他製作了超過7部電影的服裝設計，包含《斷頭谷》、《艾德·伍德》、《大智若魚》與《決戰猩球》，及《剪刀手爱德华》，之後再90年代搬到洛杉磯。
艾活生平已經參與了超過50部電影的服裝設計。艾特伍更是Ringling Bros.與2005年至2006年間Barnum & Bailey Circus全新服裝設計的首席設計者。她更為我的另類羅曼史的《黑暗行軍》專輯設計樂團制服，也參與該團體下一張專輯《危險時刻：超殺的真實人生》的服裝設計。

## 私人生活
柯琳有兩個女兒，翠西（1987年生）與夏綠蒂（1989年生）。她現居於寶馬山花園一處山丘上的農場。

## 電影作品
- 《初生（英语：Firstborn (film)）》（1984年）
- 《黑夜袭来（英语：Bring on the Night (film)）》（1985年）
- 《1987大懸案》（1986年）
- 《瘋狂狀態（英语：Critical Condition (film)）》（1987年）
- 《泡妞專家》（1987年）
- 《情人保鑣（英语：Someone to Watch Over Me (film)）》（1987年）
- 《真愛考驗（英语：For Keeps (film)）》（1988年）
- 《烏龍密探擺黑幫（英语：Married to the Mob）》（1988年）
- 《愛情獵殺者（英语：Fresh Horses）》（1988年）
- 《同性三分亲（英语：Torch Song Trilogy (film)）》（1988年）
- 《Hider in the House（英语：Hider in the House (1989 film)）》（1989年）
- 《女仆的故事（英语：The Handmaid's Tale (film)）》（1990年）
- 《跳火山的人》（1990年）
- 《剪刀手爱德华》（1991年）
- 《沉默的羔羊》（1991年）
- 《迷途枷鎖（英语：Rush (1991 film)）》（1991年）
- 《羅倫佐的油》（1992年）
- 《佳人也有約（英语：Born Yesterday (1993 film)）》（1993年）
- 《費城》（1994年）
- 《幻海大奇航（英语：Cabin Boy）》（1994年）
- 《執法悍將（英语：Wyatt Earp (film)）》（1994年）
- 《艾德·伍德》（1994年）
- 《小婦人》（1994年）
- 《異常》（1995年）
- 《危險機密（英语：The Juror）》（1996年）
- 《擋不住的奇蹟》（1996年）
- 《浮出水面（英语：Head Above Water）》（1996年）
- 《星戰毀滅者》（1996年）
- 《我的金剛寶貝（英语：Buddy (film)）》（1997年）
- 《千鈞一髮》（1997年）
- 《暫時停止接觸（英语：Fallen (film)）》（1998年）
- 《魅影情真（英语：Beloved (film)）》（1998年）
- 《冒牌醫生（英语：Mumford）》（1998年）
- 《斷頭谷》（1999年）
- 《Golden Dreams（英语：Golden Dreams）》（2001年）
- 《危險情人》（2001年）
- 《決戰猩球》（2001年）
- 《CinéMagique（英语：CinéMagique）》（2002年）
- 《芝加哥》（2002年）
- 《大智若魚》（2003年）
- 《藝伎回憶錄》（2005年）
- 《不可能的任務3》（2006年）
- 《魔街理髮師》（2007年）
- 《頭號公敵》（2009年）
- 《華麗年代》（2009年）
- 《魔境夢遊》（2010年）
- 《機密邂逅》（2010年）
- 《醉後型男日記》（2011年）
- 《黑影家族》（2012年）
- 《白雪公主与猎人》（2012年）
- 《魔法黑森林》（2014年）
- 《閃電俠》（2014年）
- 《魔境夢遊：時光怪客》（2016年）
- 《狩獵者：凜冬之戰》（2016年）
- 《怪奇孤兒院》（2016年）
- 《怪獸與牠們的產地》（2016年）

## 獲獎與提名

### 奧斯卡金像獎
| 年份 | 獲提名                    | 獎項           | 結果 |
| ---- | ------------------------- | -------------- | ---- |
| 1994 | 《小婦人》                | 最佳服裝設計獎 | 提名 |
| 1998 | 《魅影情真》              | 最佳服裝設計獎 | 提名 |
| 1999 | 《斷頭谷》                | 最佳服裝設計獎 | 提名 |
| 2002 | 《芝加哥》                | 最佳服裝設計獎 | 獲獎 |
| 2004 | 《雷蒙·斯尼奇的不幸历险》 | 最佳服裝設計獎 | 提名 |
| 2006 | 《藝伎回憶錄》            | 最佳服裝設計獎 | 獲獎 |
| 2007 | 《魔街理髮師》            | 最佳服裝設計獎 | 提名 |
| 2009 | 《華麗年代》              | 最佳服裝設計獎 | 提名 |
| 2010 | 《魔境夢遊》              | 最佳服裝設計獎 | 獲獎 |
| 2012 | 《白雪公主与猎人》        | 最佳服裝設計獎 | 提名 |
| 2014 | 《魔法黑森林》            | 最佳服裝設計獎 | 提名 |
| 2016 | 《怪獸與牠們的產地》      | 最佳服裝設計獎 | 獲獎 |

### 英國電影學院獎
| 年份 | 獲提名               | 獎項           | 結果 |
| ---- | -------------------- | -------------- | ---- |
| 1991 | 《剪刀手爱德华》     | 最佳服裝設計獎 | 提名 |
| 1994 | 《小婦人》           | 最佳服裝設計獎 | 提名 |
| 1999 | 《斷頭谷》           | 最佳服裝設計獎 | 獲獎 |
| 2001 | 《決戰猩球》         | 最佳服裝設計獎 | 提名 |
| 2002 | 《芝加哥》           | 最佳服裝設計獎 | 提名 |
| 2006 | 《藝伎回憶錄》       | 最佳服裝設計獎 | 獲獎 |
| 2007 | 《魔街理髮師》       | 最佳服裝設計獎 | 提名 |
| 2010 | 《魔境夢遊》         | 最佳服裝設計獎 | 獲獎 |
| 2012 | 《白雪公主与猎人》   | 最佳服裝設計獎 | 提名 |
| 2014 | 《魔法黑森林》       | 最佳服裝設計獎 | 提名 |
| 2016 | 《怪獸與牠們的產地》 | 最佳服裝設計獎 | 獲獎 |

## 腳註
1. ↑  . . Ipswich, MA: H.W. Wilson. 2010: 19–22. ISBN 9780824211134.
2. ↑  . LA Times. February 27, 2011  [2011-03-01]. （原始内容存档于2019-01-21）.
3. 1 2 3  . The Seattle Times. December 11, 2010  [2011-03-01]. （原始内容存档于2011-06-28）.
4. 1 2 3 4  Jamie Diamond. . New York Times. February 24, 2005.
5. 1 2  . New York Times. September 9, 1990  [2011-03-02]. （原始内容存档于2020-07-09）.
6. ↑  Janet Maslin. . New York Times. November 8, 1985.

- Colleen Atwood Biography (1950-) （页面存档备份，存于） filmreference
- . Vanity Fair. January 28, 2011  [2011-03-01]. （原始内容存档于2011-05-28）.

## 外部連結
- 柯琳·艾特伍在互联网电影资料库（IMDb）上的資料（英文）
- Palm Springs Life, January 2004